# Grand Prix Formule 1 van België 2005
De Grand Prix Formule 1 van België 2005 werd gehouden op 11 september 2005 op Circuit Spa-Francorchamps in Spa.

## Uitslag
| Pos. | Nr. | Coureur              | Constructeur        | Rondes | Tijd / Oorzaak uitval | Grid | Punten |
| ---- | --- | -------------------- | ------------------- | ------ | --------------------- | ---- | ------ |
| 1    | 9   | Kimi Räikkönen       | McLaren - Mercedes  | 44     | 1:30:01.295           | 2    | 10     |
| 2    | 5   | Fernando Alonso      | Renault             | 44     | +28.300               | 4    | 8      |
| 3    | 3   | Jenson Button        | BAR-Honda           | 44     | +32.000               | 8    | 6      |
| 4    | 7   | Mark Webber          | Williams-BMW        | 44     | +1:09.100             | 9    | 5      |
| 5    | 2   | Rubens Barrichello   | Scuderia Ferrari    | 44     | +1:18.100             | 12   | 4      |
| 6    | 11  | Jacques Villeneuve   | Sauber - Petronas   | 44     | +1:27.400             | 14   | 3      |
| 7    | 17  | Ralf Schumacher      | Toyota              | 44     | +1:27.500             | 5    | 2      |
| 8    | 18  | Tiago Monteiro       | Jordan-Toyota       | 43     | +1 Ronde              | 19   | 1      |
| 9    | 15  | Christian Klien      | Red Bull - Cosworth | 43     | +1 Ronde              | 16   |        |
| 10   | 12  | Felipe Massa         | Sauber - Petronas   | 43     | +1 Ronde              | 7    |        |
| 11   | 19  | Narain Karthikeyan   | Jordan-Toyota       | 43     | +1 Ronde              | 20   |        |
| 12   | 21  | Christijan Albers    | Minardi - Cosworth  | 42     | +2 Rondes             | 18   |        |
| 13   | 20  | Robert Doornbos      | Minardi - Cosworth  | 41     | +3 Rondes             | 17   |        |
| 14   | 10  | Juan Pablo Montoya   | McLaren - Mercedes  | 40     | Botsing               | 1    |        |
| 15   | 8   | Antônio Pizzonia     | Williams-BMW        | 39     | Botsing               | 15   |        |
| DNF  | 16  | Jarno Trulli         | Toyota              | 34     | Ongeluk               | 3    |        |
| DNF  | 14  | David Coulthard      | Red Bull - Cosworth | 18     | Motor                 | 11   |        |
| DNF  | 1   | Michael Schumacher   | Scuderia Ferrari    | 13     | Botsing               | 6    |        |
| DNF  | 4   | Takuma Sato          | BAR-Honda           | 13     | Botsing               | 10   |        |
| DNF  | 6   | Giancarlo Fisichella | Renault             | 10     | Ongeluk               | 13   |        |

## Wetenswaardigheden
- Laatste podium: BAR-Honda.
- Laatste punten: Tiago Monteiro, Jordan.
- Eerste snelste ronde: Toyota.
- Rondeleiders: Juan Pablo Montoya 32 (1-32) en Kimi Räikkönen 12 (33-44).
- Giancarlo Fisichella startte als dertiende door een straf van tien plaatsen, veroorzaakt door een motorwissel.
- Antônio Pizzonia crashte vlak voor het einde van de race met Juan Pablo Montoya, terwijl hij op de tweede plaats lag op dat moment. De stewards legden Pizzonia een boete op van $8.000.
- Jacques Villeneuve haalde een hoge positie omdat hij slechts één keer stopte, andere coureurs stopten tot vijf keer.
- Takuma Sato crashte in ronde veertien met Michael Schumacher, wat hem tien plaatsen straf op de grid voor de volgende race kostte.
- Dit was de eerste keer sinds 1996 dat Michael Schumacher niet als titelstrijder naar Spa kwam.

## Standen na de Grand Prix

### Coureurs
| Positie | Nummer | Rijder             | Team             | Punten |
| ------- | ------ | ------------------ | ---------------- | ------ |
| 1       | 5      | Fernando Alonso    | Renault          | 111    |
| 2       | 9      | Kimi Räikkönen     | McLaren          | 86     |
| 3       | 1      | Michael Schumacher | Scuderia Ferrari | 55     |
| 4       | 10     | Juan Pablo Montoya | McLaren          | 50     |
| 5       | 16     | Jarno Trulli       | Toyota           | 43     |

### Constructeurs
| Positie | Nummers | Team             | Rijders                               | Punten |
| ------- | ------- | ---------------- | ------------------------------------- | ------ |
| 1       | 5 6     | Renault          | Fernando Alonso Giancarlo Fisichella  | 152    |
| 2       | 9 10    | McLaren          | Kimi Räikkönen Juan Pablo Montoya     | 148    |
| 3       | 1 2     | Scuderia Ferrari | Michael Schumacher Rubens Barrichello | 90     |
| 4       | 16 17   | Toyota           | Jarno Trulli Ralf Schumacher          | 82     |
| 5       | 7 8     | Williams         | Mark Webber Antônio Pizzonia          | 59     |

## Statistieken
| Snelste ronde | Ralf Schumacher | Toyota | 1:51.453 |

1925 · 1930 · 1931 · 1933 · 1934 · 1935 · 1937 · 1939 · 1947 · 1949 · 1950 · 1951 · 1952 · 1953 · 1954 · 1955 · 1956 · 1958 · 1960 · 1961 · 1962 · 1963 · 1964 · 1965 · 1966 · 1967 · 1968 · 1970 · 1972 · 1973 · 1974 · 1975 · 1976 · 1977 · 1978 · 1979 · 1980 · 1981 · 1982 · 1983 · 1984 · 1985 · 1986 · 1987 · 1988 · 1989 · 1990 · 1991 · 1992 · 1993 · 1994 · 1995 · 1996 · 1997 · 1998 · 1999 · 2000 · 2001 · 2002 · 2004 · 2005 · 2007 · 2008 · 2009 · 2010 · 2011 · 2012 · 2013 · 2014 · 2015 · 2016 · 2017 · 2018 · 2019 · 2020 · 2021 · 2022 · 2023 · 2024 · 2025 · 2026 · 2027 · 2029 · 2031